# Nurkozsa Kaipanov
Nurkozsa Kaipanov (1998. június 21. –) kazak szabadfogású birkózó. A 2019-es birkózó-világbajnokságon ezüstérmet nyert 70 kg-os súlycsoportban, szabadfogásban. A 2019-es birkózó Ázsia-bajnokságon aranyérmet  szerzett szabadfogásban a 70 kilogrammos súlycsoportban.

## Sportpályafutása
A 2019-es birkózó-világbajnokságon a döntő során az orosz David Albertovics Baev  volt ellenfele, aki 14-2-re legyőzte.